# Egidio Oliveri

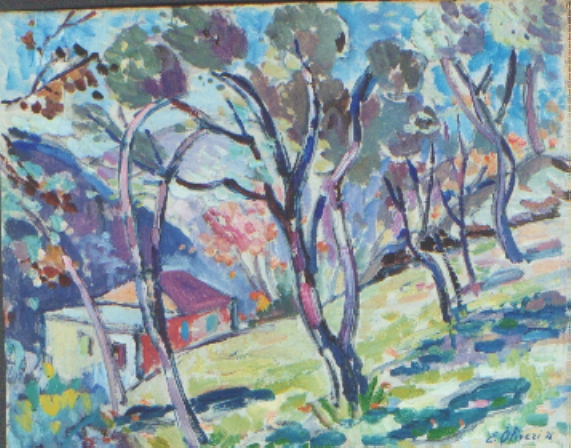
Tra gli ulivi, 1976, olio cm 40x50

Egidio Oliveri (Genova, 16 agosto 1911 – Genova, 3 giugno 1998) è stato un pittore italiano.

## Biografia
Frequenta l'Accademia ligustica di Belle Arti di Genova, città dove inizia ad esporre nel 1935 a Palazzo Rosso, in occasione dell'Esposizione Interprovinciale d'Arti Figurative. Da allora, per oltre 50 anni, è presente con continuità alle più significative rassegne artistiche genovesi. Nel lungo curriculum si evidenziano le esposizioni a Buenos Aires, Rosario e Mendoza (1949), la Biennale Internazionale d'Arte Marinara (1951), la Quadriennale di Torino (1951) e undici mostre personali, a Genova e Milano. Ha svolto anche attività di scenografo per la filodrammatica del Gruppo Universitario di Genova (1936-1938) e, nei primi anni del dopoguerra, per l'edificio marionettistico di Angelo Cenderelli. Sue opere sono conservate presso il civico museo di Campomorone e la galleria d'arte moderna di Genova-Nervi.

## Pittura
La sua pittura, generosa di colore e di luce, può considerarsi post-impressionista con suggestioni e richiami di traccia matissiana o comunque fauves, pur rimanendo nell'ambito di una tradizione novecentistica di scuola prettamente ligure.